# 桑橙
桑橙（学名：Maclura pomifera）又名柘橙、柘果（河北）、馬蘋果（Horse apple）、奧塞奇橙（Osage orange）、弓木、橙桑，是桑科橙桑属的植物。因為果實的外觀像腦的形狀，俗稱為猴腦果。

## 分布
桑橙原產於美國中部，包括阿肯色州西南部、奧克拉荷馬州東南部、德克薩斯州東部的一個狹長地帶及路易斯安那州西北角。
中國的辽宁大连及河北秦皇岛等地有引种栽培。

## 外形
植株為落葉小喬木或大灌木，通常可以生長到8～15公尺高。花為雌雄異株，雌花和雄花生長在不同的植株上，同一棵植物只會開一種性別的花。果實為聚合瘦果，球形，果皮粗糙凹凸不平，果徑7～15公分，果肉內有白色黏稠狀汁液。果實未成熟時呈綠色，在秋天時會轉變為亮黃綠色，並帶有淡淡的橙香味。

## 食用
桑橙肉質的果實會散發一股柔和的香味，類似西瓜的味道。果實味苦，雖然沒有很強的毒性，如不慎食用時會導致嘔吐，並不適合人類食用。
桑橙可以做為野生動物的食物，松鼠會咬開桑橙的果實以取得裡面的種子食用，不過只有少數當地原產的動物會以桑橙做為食物。
桑橙的果實有驅蟲的效果，通常被用來驅除蜘蛛、蟑螂、梣葉槭蝽（boxelder bugs）、蟋蟀、跳蚤及其他昆蟲。當果實變乾變黑後就沒有驅蟲的效果。

## 其他用途
桑橙植株上生有尖銳的刺，在還沒有發明有刺鐵絲網的年代，桑橙常被種植成樹籬，做為隔離牲畜的圍牆使用。桑橙木材的材質細緻不容易腐爛，是做為柵欄柱子的上好材料。當木材完全乾燥時，也是一種很好的薪柴，拿來生火時燃燒的時間長且火力大。木材呈黃橙色，可以做工具的木柄、木釘、電絕緣體及其他需要高尺寸穩定性的應用木料。

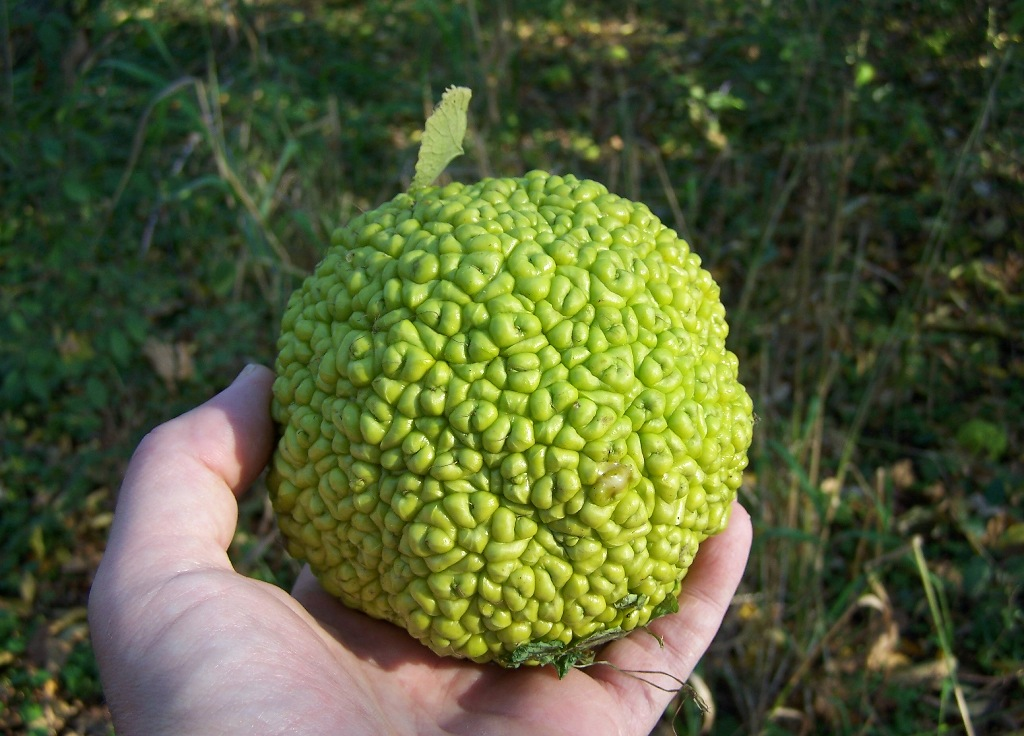
桑橙的果實

桑橙也是做弓的好材料，因此才有弓木這個別名。弓木這個名稱是由美國早期的法國移民所取的，他們觀察到美國的原住民奧塞奇族（Osage Nation），會拿桑橙的木材來做弓，有時為了取得這種木材，常會跋涉數百英里尋找桑橙樹木。